# Kähnitzsch
Kähnitzsch war ein Ortsteil von Annaburg in Sachsen-Anhalt, Deutschland. Der Ort liegt auf dem rechten Ufer der Elbe. 

## Geschichte
Bis 1815 gehörte Kähnitzsch zum Amt Annaburg. 1550 lebten hier „sieben besessene Mann“, darunter ein Gärtner, die unmittelbar dem Amt Lochau unterstanden. Weitere acht besessene Mann unterstanden dem sächsischen Amt Schweinitz. 1938 wurde es ein Ortsteil von Axien, das wiederum zum 1. Januar 2011 ein Ortsteil von Annaburg wurde.
Eine frühere Schreibweise des Ortsnamens lautete Kenitzsch (1550).
Die Ortsflur grenzte an Prettin und die Dörfer Axien, Hohndorf und Lebien.
Kähnitzsch war nach Axien eingepfarrt.